# 인도네시아의 커피 생산
인도네시아의 커피 생산에 대한 문서이다.

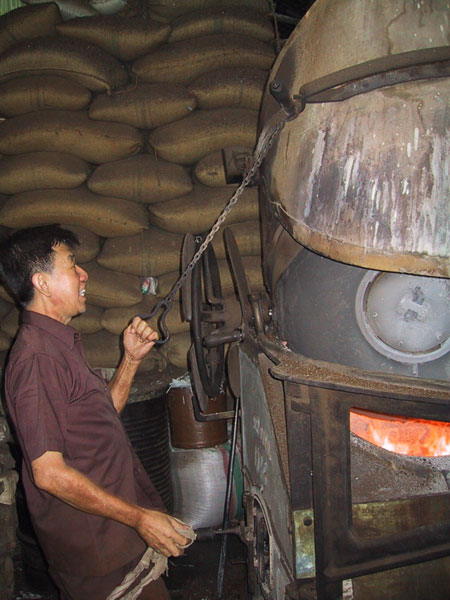
인도네시아 반둥 토코 아로마(Toko Aroma)에서 로스팅 중인 커피

인도네시아는 2014년 세계 4위의 커피 생산국이었다. 인도네시아의 커피 재배는 초기 네덜란드 식민지 시대인 1600년대 후반과 1700년대 초반에 시작되어 국가 성장에 중요한 역할을 했다. 인도네시아는 지리적으로나 기후적으로 커피 농장에 적합하고 적도 근처에 있으며 주요 섬에 수많은 내륙 산악 지역이 있어 커피의 성장과 생산에 적합한 미기후를 조성한다.
인도네시아는 2017년에 약 660,000톤의 커피를 생산했다. 이 전체 중 154,800톤이 2013~2014 회계연도에 국내 소비로 예정된 것으로 추산된다. 수출품 중 25%는 아라비카 콩이다. 밸런스는 로부스타이다. 일반적으로 인도네시아의 아라비카 커피 품종은 산도가 낮고 바디감이 강해 중앙아메리카와 동아프리카산 산도가 높은 커피와 블렌딩하는 데 이상적이다.